# Drymarchon melanurus
La culebra arroyera de cola negra, también conocida como babatua, culebra azul, zumbadora, culebra prieta, palancacoate, sabanera, sayama enjaquimada o tilcoate, Rabo Negro (Drymarchon melanurus), es una especie no venenosa perteneciente a la familia Colubridae. Mide de 180 a 240 cm. Posee escamas suaves predominantemente color marrón claro, tornándose negro hacia la cola. Su área de distribución se extiende del sur de Texas, costa del Golfo de México, centro de México, península de Yucatán, Belice, Guatemala, Honduras y El Salvador. En la costa del Pacífico va desde Sonora en México, pasando por Centroamérica, hasta la parte norte de Sudamérica. Altitudinal se le encuentra desde el nivel del mar hasta unos 1,900 m s. n. m. La UICN2019-1 considera a la especie como de preocupación menor.

## Descripción
Drymarchon melanurus puede tener una longitud de 180 a 240 cm. Tiene escamas suaves predominantemente de color marrón claro, volviéndose negro hacia la cola. La subespecie D. m. erebennus tiene un color negro. La parte inferior es a menudo de color más claro.

## Distribución y hábitat
Su área de distribución se extiende del sur de Texas a través de la costa del Golfo de México, la península de Yucatán, incluyendo Belice y Guatemala. En la costa del Pacífico, su área de distribución se extiende desde Sinaloa en México, pasando por Centroamérica, hasta la parte norte de Sudamérica. Su distribución altitudinal oscila entre el nivel del mar hasta unos 1900 m s. n. m.
La subespecie D. m. erebennus ocurre en el sur de Texas hasta Veracruz en México.

## Subespecies
Existe una subespecie reconocida:
- D. m. erebennus (Cope, 1860)
- D. m. melanurus (Duméril, Bibron & Duméril, 1854)